# Бернхард III (Саксония)
Бернхард III (на немски: Bernhard III; * 1140; † 9 февруари 1212, Баленщет) от род Аскани, е херцог на Саксония от 1180 до 1212 г., граф на Анхалт (Аскания) и Баленщет, господар на Бернбург.

## Живот
Бернхард е най-малкият син на Албрехт Мечката († 1170) от рода на Асканиите и на София фон Винценбург (1105 – 1160).
През 1159 г. Бернхард заедно с брат си Ото придружава император Фридрих I Барбароса в неговия поход в Италия. След смъртта на баща му той получава собственостите в Анхалт между Зале, Мулде и Елба.
Император Фридрих Барбароса взема през 1180 г. във Вюрцбург херцогствата Бавария и Саксония на осъдения Хайнрих Лъв. На 13 април същата година Бернхард получава на събранието в Гелнхаузен източната част на земите на Велфите и епископия Бремен с титлата херцог на Саксония.
Бернхард започва строежа на двореца в Лауенбург (Полабенбург) на десния бряг на Долна Елба. През 1190 г. той участва в изборите на Хайнрих VI, при неговата коронизация той за пръв път е като ерцмаршал.
Бернхард умира на 9 февруари 1212 г. и е погребан в църквата на бенедиктинския манастир в Баленщет. След смъртта на Бернхард собствеността му е разделена – синът му Албрехт I става херцог на Саксония, а другият му син Хайнрих I, княз на Анхалт, получава родствените имоти в Анхалт.

## Фамилия
Първи брак: с Бригита от Дания, дъщеря на Кнут V от Дания; те имат децата:
- Хайнрих I (* 1170, † 1252), княз на Анхалт
- Албрехт I (* 1175, † 7 октомври 1260 или 8 ноември 1261), херцог на Саксония
- София († 1244), абатиса на Гернроде
- Магнус, умира млад
- Хедвига, ∞ 1204 граф Улрих от Ветин

Втори брак: със София, дъщеря на Лудвиг II Железни, ландграф на Тюрингия
Трети брак: пр. 1175 г. с Юдит Полска († 1201/1202), дъщеря на херцог Мешко III Стари († 13 март 1202); те имат едно дете
- Йохан, пропст в Халберщат (1256)